# Raka taka taka
«Raka taka taka» es un sencillo del DJ y productor peruano DJ Bryanflow, el cantante puertorriqueño John Eric y el grupo de productores Los Fantástikos. Fue lanzado el 19 de abril de 2020, bajo Duars Entertainment.

## Recepción
Obtuvo renombre en las redes sociales, sobre todo en TikTok.
En México, la Agencia DeGira realizó una encuesta a universitarios para conocer sus preferencias musicales, en el contexto de la pandemia de COVID-19. El «Raka taka taka» se posicionó como la segunda canción más escuchada en TikTok de la encuesta.

## Posicionamiento en listas

### Listas semanales
| Lista (2020)                  | Mejor posición |
| ----------------------------- | -------------- |
| Argentina (Argentina Hot 100) | 89             |
| Perú (Monitor Latino)         | 16             |

### Listas anuales
| Lista (2020)                 | Mejor posición |
| ---------------------------- | -------------- |
| Perú (Monitor Latino)        | 73             |
| Perú Urbano (Monitor Latino) | 37             |